# Saison 2022-2023 des Knicks de New York
La saison 2022-2023 des Knicks de New York est la 77e saison de la franchise au sein de la National Basketball Association (NBA).

## Draft
| Tour | Choix | Joueur        | Poste | Nationalité | Provenance           |
| ---- | ----- | ------------- | ----- | ----------- | -------------------- |
| 1    | 11    | Ousmane Dieng | F     | France      | New Zealand Breakers |
| 2    | 42    | Trevor Keels  | G     | États-Unis  | Blue Devils de Duke  |

## Matchs

### Summer League
| Summer League Total: 3-2 |

| Match | Date match | Équipe       | Score    | Meilleur marqueur   | Meilleur rebondeur | Meilleur passeur   | Lieux Spectateurs      | Série |
| ----- | ---------- | ------------ | -------- | ------------------- | ------------------ | ------------------ | ---------------------- | ----- |
| 1     | 8 juillet  | Golden State | V 101-88 | Quentin Grimes (24) | Jericho Sims (10)  | Quentin Grimes (8) | Thomas & Mack Center 0 | 1 - 0 |
| 2     | 10 juillet | Chicago      | V 101-69 | Quentin Grimes (24) | Jericho Sims (10)  | Miles McBride (6)  | Cox Pavilion 0         | 2 - 0 |
| 3     | 11 juillet | Portland     | D 77-88  | Quentin Grimes (24) | Jericho Sims (11)  | Trois joueurs (4)  | Thomas & Mack Center 0 | 2 - 1 |
| 4     | 14 juillet | Orlando      | V 102-89 | Miles McBride (23)  | Jericho Sims (10)  | Miles McBride (5)  | Thomas & Mack Center 0 | 3 - 1 |
| 5     | 17 juillet | Portland     | D 77-85  | Quentin Grimes (19) | Feron Hunt (7)     | Trois joueurs (3)  | Thomas & Mack Center 0 | 3 - 2 |

### Pré-saison
| Pré-saison Total: 3-1 (Domicile : 3-0; Extérieur : 0-1) |

| Match | Date match | Équipe     | Score     | Meilleur marqueur  | Meilleur rebondeur      | Meilleur passeur        | Lieux Spectateurs            | Série |
| ----- | ---------- | ---------- | --------- | ------------------ | ----------------------- | ----------------------- | ---------------------------- | ----- |
| 1     | 4 octobre  | Détroit    | V 117-96  | R. J. Barrett (21) | Isaiah Hartenstein (7)  | Jalen Brunson (5)       | Madison Square Garden 14 426 | 1 - 0 |
| 2     | 7 octobre  | Indiana    | V 131-114 | Obi Toppin (24)    | Mitchell Robinson (9)   | Brunson, Randle (4)     | Madison Square Garden 16 510 | 2 - 0 |
| 3     | 12 octobre | @ Indiana  | D 100-109 | R. J. Barrett (21) | Isaiah Hartenstein (10) | Hartenstein, Randle (5) | Gainbridge Fieldhouse 7 081  | 2 - 1 |
| 4     | 14 octobre | Washington | V 105-89  | Jalen Brunson (27) | Barrett, Robinson (12)  | Brunson, Fournier (5)   | Madison Square Garden 19 812 | 3 - 1 |

### Saison régulière
| Saison régulière Total: 47-35 (Domicile : 23-18; Extérieur : 24-17) |

| Match | Date match | Équipe      | Score          | Meilleur marqueur      | Meilleur rebondeur      | Meilleur passeur      | Lieux Spectateurs                 | Série |
| ----- | ---------- | ----------- | -------------- | ---------------------- | ----------------------- | --------------------- | --------------------------------- | ----- |
| 1     | 19 octobre | @ Memphis   | D 112-115 (OT) | Julius Randle (24)     | Julius Randle (11)      | Jalen Brunson (9)     | FedExForum 18 202                 | 0 - 1 |
| 2     | 21 octobre | Détroit     | V 130-106      | Immanuel Quickley (20) | Isaiah Hartenstein (11) | Immanuel Quickley (7) | Madison Square Garden 19 812      | 1 - 1 |
| 3     | 24 octobre | Orlando     | V 115-102      | Julius Randle (25)     | Julius Randle (12)      | Immanuel Quickley (8) | Madison Square Garden 18 800      | 2 - 1 |
| 4     | 26 octobre | Charlotte   | V 134-131 (OT) | Jalen Brunson (27)     | Barrett, Robinson (8)   | Jalen Brunson (13)    | Madison Square Garden 19 812      | 3 - 1 |
| 5     | 28 octobre | @ Milwaukee | D 108-119      | R. J. Barrett (20)     | Julius Randle (12)      | Derrick Rose (4)      | Fiserv Forum 17 341               | 3 - 2 |
| 6     | 30 octobre | @ Cleveland | D 108-121      | Brunson, Fournier (16) | Hartenstein, Randle (9) | Brunson, Randle (7)   | Rocket Mortgage FieldHouse 19 432 | 3 - 3 |

| Match | Date match  | Équipe          | Score          | Meilleur marqueur  | Meilleur rebondeur       | Meilleur passeur      | Lieux Spectateurs              | Série   |
| ----- | ----------- | --------------- | -------------- | ------------------ | ------------------------ | --------------------- | ------------------------------ | ------- |
| 7     | 2 novembre  | Atlanta         | D 99-112       | Jalen Brunson (20) | Immanuel Quickley (16)   | Barrett, Brunson (5)  | Madison Square Garden 19 812   | 3 - 4   |
| 8     | 4 novembre  | @ Philadelphie  | V 106-104      | Jalen Brunson (23) | Hartenstein, Randle (10) | Jalen Brunson (7)     | Wells Fargo Center 20 679      | 4 - 4   |
| 9     | 5 novembre  | Boston          | D 118-133      | Julius Randle (29) | Isaiah Hartenstein (14)  | Jalen Brunson (10)    | Madison Square Garden 19 812   | 4 - 5   |
| 10    | 7 novembre  | @ Minnesota     | V 120-107      | Julius Randle (31) | Julius Randle (8)        | Jalen Brunson (8)     | Target Center 14 524           | 5 - 5   |
| 11    | 9 novembre  | @ Brooklyn      | D 85-112       | Julius Randle (24) | Julius Randle (11)       | Immanuel Quickley (4) | Barclays Center 18 156         | 5 - 6   |
| 12    | 11 novembre | Détroit         | V 121-112      | R. J. Barrett (30) | Isaiah Hartenstein (12)  | Jalen Brunson (7)     | Madison Square Garden 19 812   | 6 - 6   |
| 13    | 13 novembre | Oklahoma City   | D 135-145      | Cam Reddish (26)   | Julius Randle (10)       | Jalen Brunson (7)     | Madison Square Garden 18 325   | 6 - 7   |
| 14    | 15 novembre | @ Utah          | V 118-111      | Jalen Brunson (25) | Jericho Sims (13)        | Jalen Brunson (8)     | Vivint Smart Home Arena 18 206 | 7 - 7   |
| 15    | 16 novembre | @ Denver        | V 106-103      | Julius Randle (34) | Julius Randle (11)       | Jalen Brunson (7)     | Ball Arena 18 210              | 8 - 7   |
| 16    | 18 novembre | @ Golden State  | D 101-111      | Julius Randle (20) | Jericho Sims (10)        | R. J. Barrett (5)     | Chase Center 18 064            | 8 - 8   |
| 17    | 20 novembre | @ Phoenix       | D 95-116       | Jalen Brunson (27) | Julius Randle (6)        | Quentin Grimes (8)    | Footprint Center 17 071        | 9 - 8   |
| 18    | 21 novembre | @ Oklahoma City | V 129-119      | Jalen Brunson (34) | Julius Randle (11)       | Jalen Brunson (9)     | Paycom Center 15 079           | 9 - 9   |
| 19    | 25 novembre | Portland        | D 129-132 (OT) | Jalen Brunson (32) | R. J. Barrett (10)       | Trois joueurs (5)     | Madison Square Garden 19 524   | 9 - 10  |
| 20    | 27 novembre | Memphis         | D 123-127      | Jalen Brunson (30) | Julius Randle (10)       | Brunson, Randle (9)   | Madison Square Garden 19 812   | 9 - 11  |
| 21    | 29 novembre | @ Détroit       | V 140-110      | Julius Randle (36) | Mitchell Robinson (13)   | Brunson, Randle (5)   | Little Caesars Arena 14 864    | 10 - 11 |
| 22    | 30 novembre | Milwaukee       | D 103-109      | R. J. Barrett (26) | Mitchell Robinson (20)   | Julius Randle (5)     | Madison Square Garden 17 277   | 10 - 12 |

| Match | Date match  | Équipe        | Score          | Meilleur marqueur      | Meilleur rebondeur     | Meilleur passeur       | Lieux Spectateurs               | Série   |
| ----- | ----------- | ------------- | -------------- | ---------------------- | ---------------------- | ---------------------- | ------------------------------- | ------- |
| 23    | 3 décembre  | Dallas        | D 100-121      | Julius Randle (24)     | Obi Toppin (7)         | Cinq joueurs (3)       | Madison Square Garden 18 319    | 10 - 13 |
| 24    | 4 décembre  | Cleveland     | V 92-81        | Jalen Brunson (23)     | Mitchell Robinson (11) | Brunson, Randle (4)    | Madison Square Garden 19 007    | 11 - 13 |
| 25    | 7 décembre  | Atlanta       | V 113-89       | Julius Randle (34)     | Julius Randle (17)     | Brunson, McBride (6)   | Madison Square Garden 18 091    | 12 - 13 |
| 26    | 9 décembre  | @ Charlotte   | V 121-102      | Julius Randle (33)     | Mitchell Robinson (13) | Jalen Brunson (11)     | Spectrum Center 17 696          | 13 - 13 |
| 27    | 11 décembre | Sacramento    | V 112-99       | Barrett, Randle (27)   | Trois joueurs (9)      | R. J. Barrett (6)      | Madison Square Garden 19 812    | 14 - 13 |
| 28    | 14 décembre | @ Chicago     | V 128-120 (OT) | Julius Randle (31)     | Julius Randle (13)     | Brunson, Randle (7)    | United Center 18 820            | 15 - 13 |
| 29    | 16 décembre | @ Chicago     | V 114-91       | R. J. Barrett (27)     | Julius Randle (12)     | Jalen Brunson (6)      | United Center 19 661            | 16 - 13 |
| 30    | 18 décembre | @ Indiana     | V 109-106      | Jalen Brunson (30)     | Julius Randle (14)     | Brunson, Randle (3)    | Gainbridge Fieldhouse 14 513    | 17 - 13 |
| 31    | 20 décembre | Golden State  | V 132-94       | Immanuel Quickley (22) | Julius Randle (12)     | Trois joueurs (5)      | Madison Square Garden 19 812    | 18 - 13 |
| 32    | 21 décembre | Toronto       | D 106-113      | Barrett, Randle (30)   | Julius Randle (13)     | Jalen Brunson (12)     | Madison Square Garden 19 294    | 18 - 14 |
| 33    | 23 décembre | Chicago       | D 117-118      | R. J. Barrett (44)     | Julius Randle (12)     | Jalen Brunson (9)      | Madison Square Garden 19 812    | 18 - 15 |
| 34    | 25 décembre | Philadelphie  | D 112-119      | Julius Randle (35)     | Mitchell Robinson (16) | Jalen Brunson (11)     | Madison Square Garden 19 812    | 18 - 16 |
| 35    | 27 décembre | @ Dallas      | D 121-126 (OT) | Quentin Grimes (33)    | Julius Randle (18)     | Immanuel Quickley (15) | American Airlines Center 20 377 | 18 - 17 |
| 36    | 29 décembre | @ San Antonio | D 115-122      | Julius Randle (41)     | Julius Randle (11)     | Quickley, Randle (7)   | AT&T Center 18 354              | 18 - 18 |
| 37    | 31 décembre | @ Houston     | V 108-88       | Julius Randle (35)     | Randle, Robinson (12)  | Immanuel Quickley (7)  | Toyota Center 18 055            | 19 - 18 |

| Match | Date match | Équipe       | Score          | Meilleur marqueur  | Meilleur rebondeur      | Meilleur passeur      | Lieux Spectateurs            | Série   |
| ----- | ---------- | ------------ | -------------- | ------------------ | ----------------------- | --------------------- | ---------------------------- | ------- |
| 38    | 2 janvier  | Phoenix      | V 102-83       | Julius Randle (28) | Julius Randle (16)      | Brunson, Randle (6)   | Madison Square Garden 19 812 | 20 - 18 |
| 39    | 4 janvier  | San Antonio  | V 117-114      | Jalen Brunson (38) | Julius Randle (13)      | Jalen Brunson (6)     | Madison Square Garden 19 812 | 21 - 18 |
| 40    | 6 janvier  | @ Toronto    | V 112-108      | Jalen Brunson (32) | Mitchell Robinson (18)  | Jalen Brunson (8)     | Scotiabank Arena 19 800      | 22 - 18 |
| 41    | 9 janvier  | Milwaukee    | D 107-111      | Jalen Brunson (44) | Julius Randle (16)      | Julius Randle (5)     | Madison Square Garden 18 167 | 22 - 19 |
| 42    | 11 janvier | Indiana      | V 119-113      | Jalen Brunson (34) | Julius Randle (16)      | Quatre joueurs (4)    | Madison Square Garden 18 249 | 23 - 19 |
| 43    | 13 janvier | @ Washington | V 112-108      | Jalen Brunson (34) | Julius Randle (16)      | Jalen Brunson (8)     | Capital One Arena 20 476     | 24 - 19 |
| 44    | 15 janvier | @ Détroit    | V 117-104      | Julius Randle (42) | Julius Randle (15)      | Brunson, Randle (4)   | Little Caesars Arena 19 894  | 25 - 19 |
| 45    | 16 janvier | Toronto      | D 121-123 (OT) | R. J. Barrett (32) | Julius Randle (15)      | Julius Randle (8)     | Madison Square Garden 19 812 | 25 - 20 |
| 46    | 18 janvier | Washington   | D 105-116      | Jalen Brunson (32) | Julius Randle (15)      | Brunson, Randle (4)   | Madison Square Garden 19 164 | 25 - 21 |
| 47    | 20 janvier | @ Atlanta    | D 124-139      | Julius Randle (32) | Julius Randle (9)       | Jalen Brunson (9)     | State Farm Arena 17 711      | 25 - 22 |
| 48    | 22 janvier | @ Toronto    | D 116-125      | R. J. Barrett (30) | Julius Randle (19)      | Julius Randle (8)     | Scotiabank Arena 19 261      | 25 - 23 |
| 49    | 24 janvier | Cleveland    | V 105-103      | Julius Randle (36) | Julius Randle (13)      | Immanuel Quickley (6) | Madison Square Garden 19 812 | 26 - 23 |
| 50    | 26 janvier | @ Boston     | V 120-117 (OT) | Julius Randle (37) | Jericho Sims (14)       | Jalen Brunson (7)     | TD Garden 19 156             | 27 - 23 |
| 51    | 28 janvier | @ Brooklyn   | D 115-122      | Jalen Brunson (26) | Randle, Sims (10)       | Julius Randle (8)     | Barclays Center 18 100       | 27 - 24 |
| 52    | 31 janvier | L.A. Lakers  | D 123-129 (OT) | Jalen Brunson (37) | Isaiah Hartenstein (13) | Immanuel Quickley (8) | Madison Square Garden 19 812 | 27 - 25 |

| Match                  | Date match | Équipe              | Score          | Meilleur marqueur     | Meilleur rebondeur       | Meilleur passeur      | Lieux Spectateurs            | Série   |
| ---------------------- | ---------- | ------------------- | -------------- | --------------------- | ------------------------ | --------------------- | ---------------------------- | ------- |
| 53                     | 2 février  | Miami               | V 106-104      | R. J. Barrett (30)    | Hartenstein, Randle (10) | Julius Randle (6)     | Madison Square Garden 19 044 | 28 - 25 |
| 54                     | 4 février  | L.A. Clippers       | D 128-134 (OT) | Julius Randle (28)    | Hartenstein, Randle (11) | Julius Randle (7)     | Madison Square Garden 19 812 | 28 - 26 |
| 55                     | 5 février  | Philadelphie        | V 108-97       | Julius Randle (24)    | Isaiah Hartenstein (14)  | Randle, Brunson (7)   | Madison Square Garden 17 586 | 29 - 26 |
| 56                     | 7 février  | @ Orlando           | V 102-98       | Jalen Brunson (25)    | Julius Randle (14)       | Julius Randle (6)     | Amway Center 19 438          | 30 - 26 |
| 57                     | 10 février | @ Philadelphie      | D 108-119      | Brunson, Randle (30)  | Julius Randle (10)       | Jalen Brunson (9)     | Wells Fargo Center 21 057    | 30 - 27 |
| 58                     | 11 février | Utah                | V 126-120      | Jalen Brunson (38)    | Isaiah Hartenstein (14)  | Jalen Brunson (5)     | Madison Square Garden 19 339 | 31 - 27 |
| 59                     | 13 février | Brooklyn            | V 124-106      | Jalen Brunson (40)    | Julius Randle (10)       | Brunson, Quickley (5) | Madison Square Garden 19 812 | 32 - 27 |
| 60                     | 15 février | @ Atlanta           | V 122-101      | Jalen Brunson (28)    | Hartenstein, Randle (11) | Jalen Brunson (5)     | State Farm Arena 17 771      | 33 - 27 |
| NBA All-Star Game 2023 |            |                     |                |                       |                          |                       |                              |         |
| 61                     | 24 février | @ Washington        | V 115-109      | Julius Randle (46)    | Mitchell Robinson (12)   | Jalen Brunson (9)     | Capital One Arena 20 476     | 34 - 27 |
| 62                     | 25 février | La Nouvelle-Orléans | V 128-106      | Julius Randle (46)    | Mitchell Robinson (13)   | R. J. Barrett (7)     | Madison Square Garden 19 812 | 35 - 27 |
| 63                     | 27 février | Boston              | V 109-94       | Quickley, Randle (23) | Mitchell Robinson (13)   | Josh Hart (5)         | Madison Square Garden 19 812 | 36 - 27 |

| Match | Date match | Équipe          | Score           | Meilleur marqueur      | Meilleur rebondeur      | Meilleur passeur      | Lieux Spectateurs                 | Série   |
| ----- | ---------- | --------------- | --------------- | ---------------------- | ----------------------- | --------------------- | --------------------------------- | ------- |
| 64    | 1er mars   | Brooklyn        | V 142-118       | Jalen Brunson (39)     | Mitchell Robinson (10)  | Julius Randle (8)     | Madison Square Garden 19 812      | 37 - 27 |
| 65    | 3 mars     | @ Miami         | V 122-120       | Julius Randle (43)     | Julius Randle (9)       | Jalen Brunson (8)     | Miami-Dade Arena 19 600           | 38 - 27 |
| 66    | 5 mars     | @ Boston        | V 131-129 (2OT) | Immanuel Quickley (38) | Mitchell Robinson (14)  | Immanuel Quickley (7) | TD Garden 19 156                  | 39 - 27 |
| 67    | 7 mars     | Charlotte       | D 105-112       | R. J. Barrett (27)     | Trois joueurs (8)       | Immanuel Quickley (5) | Madison Square Garden 19 812      | 39 - 28 |
| 68    | 9 mars     | @ Sacramento    | D 117-122       | R. J. Barrett (25)     | Josh Hart (15)          | Josh Hart (7)         | Golden 1 Center 18 068            | 39 - 29 |
| 69    | 11 mars    | @ L.A. Clippers | D 95-106        | Immanuel Quickley (26) | Immanuel Quickley (10)  | Trois joueurs (4)     | Crypto.com Arena 19 068           | 39 - 30 |
| 70    | 12 mars    | @ L.A. Lakers   | V 112-108       | Julius Randle (33)     | Isaiah Hartenstein (11) | Julius Randle (5)     | Crypto.com Arena 18 997           | 40 - 30 |
| 71    | 14 mars    | @ Portland      | V 123-107       | Immanuel Quickley (26) | Isaiah Hartenstein (11) | Josh Hart (8)         | Moda Center 19 488                | 41 - 30 |
| 72    | 18 mars    | Denver          | V 116-110       | Jalen Brunson (24)     | Mitchell Robinson (9)   | Brunson, Hart (5)     | Madison Square Garden 19 812      | 42 - 30 |
| 73    | 20 mars    | Minnesota       | D 134-140       | Julius Randle (57)     | Mitchell Robinson (9)   | Julius Randle (10)    | Madison Square Garden 19 812      | 42 - 31 |
| 74    | 22 mars    | @ Miami         | D 120-127       | R. J. Barrett (26)     | Mitchell Robinson (8)   | Julius Randle (9)     | Miami-Dade Arena 19 863           | 42 - 32 |
| 75    | 23 mars    | @ Orlando       | D 106-111       | Grimes, Quickley (25)  | Mitchell Robinson (12)  | Immanuel Quickley (7) | Amway Center 17 607               | 42 - 33 |
| 76    | 27 mars    | Houston         | V 137-115       | Immanuel Quickley (40) | Quentin Grimes (9)      | Immanuel Quickley (9) | Madison Square Garden 19 812      | 43 - 33 |
| 77    | 29 mars    | Miami           | V 101-92        | Immanuel Quickley (24) | Isaiah Hartenstein (9)  | Trois joueurs (4)     | Madison Square Garden 19 812      | 44 - 33 |
| 78    | 31 mars    | @ Cleveland     | V 130-116       | Jalen Brunson (48)     | Mitchell Robinson (14)  | Jalen Brunson (9)     | Rocket Mortgage FieldHouse 19 432 | 45 - 33 |

| Match | Date match | Équipe                | Score     | Meilleur marqueur      | Meilleur rebondeur     | Meilleur passeur      | Lieux Spectateurs            | Série   |
| ----- | ---------- | --------------------- | --------- | ---------------------- | ---------------------- | --------------------- | ---------------------------- | ------- |
| 79    | 2 avril    | Washington            | V 118-109 | Brunson, Grimes (27)   | Mitchell Robinson (11) | Jalen Brunson (8)     | Madison Square Garden 19 812 | 46 - 33 |
| 80    | 5 avril    | @ Indiana             | V 138-129 | Immanuel Quickley (39) | Mitchell Robinson (16) | Immanuel Quickley (9) | Gainbridge Fieldhouse 16 789 | 47 - 33 |
| 81    | 7 avril    | @ La Nouvelle-Orléans | D 105-113 | R. J. Barrett (28)     | Jericho Sims (8)       | R. J. Barrett (6)     | Smoothie King Center 18 656  | 47 - 34 |
| 82    | 9 avril    | Indiana               | D 136-141 | Obi Toppin (34)        | Mitchell Robinson (20) | Immanuel Quickley (7) | Madison Square Garden 19 812 | 47 - 35 |

### Playoffs
| Playoffs Total: 6-5 (Domicile : 4-1; Extérieur : 2-4) |

| Match | Date match | Équipe      | Score    | Meilleur marqueur  | Meilleur rebondeur     | Meilleur passeur  | Lieux Spectateurs                 | Série |
| ----- | ---------- | ----------- | -------- | ------------------ | ---------------------- | ----------------- | --------------------------------- | ----- |
| 1     | 15 avril   | @ Cleveland | V 101-97 | Jalen Brunson (27) | Hart, Randle (10)      | R. J. Barrett (6) | Rocket Mortgage FieldHouse 19 432 | 1 - 0 |
| 2     | 18 avril   | @ Cleveland | D 90-107 | Julius Randle (22) | Julius Randle (8)      | Jalen Brunson (6) | Rocket Mortgage FieldHouse 19 432 | 1 - 1 |
| 3     | 21 avril   | Cleveland   | V 99-79  | Jalen Brunson (21) | Barrett, Randle (8)    | Jalen Brunson (6) | Madison Square Garden 19 812      | 2 - 1 |
| 4     | 23 avril   | Cleveland   | V 102-93 | Jalen Brunson (29) | Mitchell Robinson (11) | Jalen Brunson (6) | Madison Square Garden 19 812      | 3 - 1 |
| 5     | 26 avril   | @ Cleveland | V 106-95 | Jalen Brunson (23) | Mitchell Robinson (18) | Julius Randle (6) | Rocket Mortgage FieldHouse 19 432 | 4 - 1 |

| Match | Date match | Équipe  | Score     | Meilleur marqueur  | Meilleur rebondeur     | Meilleur passeur     | Lieux Spectateurs            | Série |
| ----- | ---------- | ------- | --------- | ------------------ | ---------------------- | -------------------- | ---------------------------- | ----- |
| 1     | 30 avril   | Miami   | D 101-108 | R. J. Barrett (26) | Mitchell Robinson (14) | Barrett, Brunson (7) | Madison Square Garden 19 812 | 0 - 1 |
| 2     | 2 mai      | Miami   | V 111-105 | Jalen Brunson (30) | Julius Randle (12)     | Josh Hart (9)        | Madison Square Garden 19 927 | 1 - 1 |
| 3     | 6 mai      | @ Miami | D 86-105  | Jalen Brunson (20) | Julius Randle (14)     | Jalen Brunson (8)    | Kaseya Center 19 812         | 1 - 2 |
| 4     | 8 mai      | @ Miami | D 101-109 | Jalen Brunson (32) | Julius Randle (9)      | Jalen Brunson (11)   | Kaseya Center 19 769         | 1 - 3 |
| 5     | 10 mai     | Miami   | V 112-103 | Jalen Brunson (38) | Mitchell Robinson (11) | Jalen Brunson (7)    | Madison Square Garden 19 927 | 2 - 3 |
| 6     | 12 mai     | @ Miami | D 92-96   | Jalen Brunson (41) | Randle, Robinson (11)  | Trois joueurs (3)    | Kaseya Center 19 737         | 2 - 4 |

### Confrontations en saison régulière
| Conférence Est      | Conférence Est                              | Conférence Est                              | Conférence Est                              | Conférence Est                              | Conférence Ouest                            | Conférence Ouest                            | Conférence Ouest                            |
| Division Atlantique | Division Atlantique                         | Division Atlantique                         | Division Atlantique                         | Division Atlantique                         | Division Nord-Ouest                         | Division Nord-Ouest                         | Division Nord-Ouest                         |
| Équipe              | Domicile                                    | Domicile                                    | Extérieur                                   | Extérieur                                   | Équipe                                      | Domicile                                    | Extérieur                                   |
| ------------------- | ------------------------------------------- | ------------------------------------------- | ------------------------------------------- | ------------------------------------------- | ------------------------------------------- | ------------------------------------------- | ------------------------------------------- |
| Boston              | 118-133                                     | 109-94                                      | 120-117                                     | 131-129 (2OT)                               | Denver                                      | 116-110                                     | 106-103                                     |
| Brooklyn            | 124-106                                     | 142-118                                     | 85-112                                      | 115-122                                     | Minnesota                                   | 134-140                                     | 120-107                                     |
|                     |                                             |                                             |                                             |                                             | Oklahoma City                               | 135-145                                     | 129-119                                     |
| Philadelphie        | 112-119                                     | 108-97                                      | 106-104                                     | 108-119                                     | Portland                                    | 129-132 (OT)                                | 123-107                                     |
| Toronto             | 106-113                                     | 121-123 (OT)                                | 112-108                                     | 116-125                                     | Utah                                        | 126-120                                     | 118-111                                     |
| Division            | 8–8 (Domicile : 4-4; Extérieur : 4-4)       | 8–8 (Domicile : 4-4; Extérieur : 4-4)       | 8–8 (Domicile : 4-4; Extérieur : 4-4)       | 8–8 (Domicile : 4-4; Extérieur : 4-4)       | Division                                    | 7–3 (Domicile : 2-3; Extérieur : 5-0)       | 7–3 (Domicile : 2-3; Extérieur : 5-0)       |
| Division Centrale   | Division Centrale                           | Division Centrale                           | Division Centrale                           | Division Centrale                           | Division Pacifique                          | Division Pacifique                          | Division Pacifique                          |
| Équipe              | Domicile                                    | Domicile                                    | Extérieur                                   | Extérieur                                   | Équipe                                      | Domicile                                    | Extérieur                                   |
| Chicago             | 117-118                                     |                                             | 128-120 (OT)                                | 114-91                                      | Golden State                                | 132-94                                      | 101-111                                     |
| Cleveland           | 92-81                                       | 105-103                                     | 108-121                                     | 130-116                                     | L.A. Clippers                               | 128-134 (OT)                                | 95-106                                      |
| Detroit             | 130-106                                     | 121-112                                     | 140-110                                     | 117-104                                     | L.A. Lakers                                 | 123-129 (OT)                                | 112-108                                     |
| Indiana             | 119-113                                     | 136-141                                     | 109-106                                     | 138-129                                     | Phoenix                                     | 102-83                                      | 95-116                                      |
| Milwaukee           | 103-109                                     | 107-111                                     | 108-119                                     |                                             | Sacramento                                  | 112-99                                      | 117-122                                     |
| Division            | 12–6 (Domicile : 5-4; Extérieur : 7-2)      | 12–6 (Domicile : 5-4; Extérieur : 7-2)      | 12–6 (Domicile : 5-4; Extérieur : 7-2)      | 12–6 (Domicile : 5-4; Extérieur : 7-2)      | Division                                    | 4–6 (Domicile : 3-2; Extérieur : 1-4)       | 4–6 (Domicile : 3-2; Extérieur : 1-4)       |
| Division Sud-Est    | Division Sud-Est                            | Division Sud-Est                            | Division Sud-Est                            | Division Sud-Est                            | Division Sud-Ouest                          | Division Sud-Ouest                          | Division Sud-Ouest                          |
| Équipe              | Domicile                                    | Domicile                                    | Extérieur                                   | Extérieur                                   | Équipe                                      | Domicile                                    | Extérieur                                   |
| Atlanta             | 99-112                                      | 113-89                                      | 124-139                                     | 122-101                                     | Dallas                                      | 100-121                                     | 121-126 (OT)                                |
| Charlotte           | 134-131 (OT)                                | 105-112                                     | 121-102                                     |                                             | Houston                                     | 137-115                                     | 108-88                                      |
| Miami               | 106-104                                     | 101-92                                      | 122-120                                     | 120-127                                     | Memphis                                     | 123-127                                     | 112-115 (OT)                                |
| Orlando             | 115-102                                     |                                             | 102-98                                      | 106-111                                     | New Orleans                                 | 128-106                                     | 105-113                                     |
| Washington          | 105-116                                     | 118-109                                     | 112-108                                     | 115-109                                     | San Antonio                                 | 117-114                                     | 115-122                                     |
| Division            | 12–6 (Domicile : 6-3; Extérieur : 6-3)      | 12–6 (Domicile : 6-3; Extérieur : 6-3)      | 12–6 (Domicile : 6-3; Extérieur : 6-3)      | 12–6 (Domicile : 6-3; Extérieur : 6-3)      | Division                                    | 4–6 (Domicile : 3-2; Extérieur : 1-4)       | 4–6 (Domicile : 3-2; Extérieur : 1-4)       |
| Conférence          | 32–20 (Domicile : 15–11; Extérieur : 17–9)  | 32–20 (Domicile : 15–11; Extérieur : 17–9)  | 32–20 (Domicile : 15–11; Extérieur : 17–9)  | 32–20 (Domicile : 15–11; Extérieur : 17–9)  | Conférence                                  | 15–15 (Domicile : 8–7; Extérieur : 7–8)     | 15–15 (Domicile : 8–7; Extérieur : 7–8)     |
| Total               | 47–35 (Domicile : 23–18; Extérieur : 24-17) | 47–35 (Domicile : 23–18; Extérieur : 24-17) | 47–35 (Domicile : 23–18; Extérieur : 24-17) | 47–35 (Domicile : 23–18; Extérieur : 24-17) | 47–35 (Domicile : 23–18; Extérieur : 24-17) | 47–35 (Domicile : 23–18; Extérieur : 24-17) | 47–35 (Domicile : 23–18; Extérieur : 24-17) |

## Classements
| Conférence Est | Conférence Est             | Conférence Est | Conférence Est | Conférence Est | Conférence Est | Conférence Est | Conférence Est |
| No             | Franchise                  | Vic.           | Déf.           | MJ             | V/D            | GB             |                |
| -------------- | -------------------------- | -------------- | -------------- | -------------- | -------------- | -------------- | -------------- |
| 1              | z - Bucks de Milwaukee     | 58             | 24             | 82             | .707           | -              |                |
| 2              | y - Celtics de Boston      | 57             | 25             | 82             | .695           | 1              |                |
| 3              | x - 76ers de Philadelphie  | 54             | 28             | 82             | .659           | 4              |                |
| 4              | x - Cavaliers de Cleveland | 51             | 31             | 82             | .622           | 7              |                |
| 5              | x - Knicks de New York     | 47             | 35             | 82             | .573           | 11             |                |
| 6              | x - Nets de Brooklyn       | 45             | 37             | 82             | .549           | 13             |                |
|                |                            |                |                |                |                |                |                |
| 7              | x - Heat de Miami          | 44             | 38             | 82             | .537           | 14             |                |
| 8              | y - Hawks d'Atlanta        | 41             | 41             | 82             | .500           | 17             |                |
| 9              | pi - Raptors de Toronto    | 41             | 41             | 82             | .500           | 17             |                |
| 10             | pi - Bulls de Chicago      | 40             | 42             | 82             | .488           | 18             |                |
|                |                            |                |                |                |                |                |                |
| 11             | o - Pacers de l'Indiana    | 35             | 47             | 82             | .427           | 23             |                |
| 12             | o - Wizards de Washington  | 35             | 47             | 82             | .427           | 23             |                |
| 13             | o - Magic d'Orlando        | 34             | 48             | 82             | .415           | 24             |                |
| 14             | o - Hornets de Charlotte   | 27             | 55             | 82             | .329           | 31             |                |
| 15             | o - Pistons de Détroit     | 17             | 65             | 82             | .207           | 41             |                |

| Division Atlantique       | V  | D  | MJ | V/D  | GB | Dom   | Ext   | Div  |
| ------------------------- | -- | -- | -- | ---- | -- | ----- | ----- | ---- |
| y - Celtics de Boston     | 57 | 25 | 82 | .695 | –  | 32-9  | 25-16 | 11-5 |
| x - 76ers de Philadelphie | 54 | 28 | 82 | .659 | 3  | 29-12 | 25-16 | 10-6 |
| x - Knicks de New York    | 47 | 35 | 82 | .573 | 10 | 23-18 | 24-17 | 8-8  |
| x - Nets de Brooklyn      | 45 | 37 | 82 | .549 | 12 | 23-18 | 22-19 | 7-9  |
| pi - Raptors de Toronto   | 41 | 41 | 82 | .500 | 16 | 27-14 | 14-27 | 4-12 |